# Au clair de la lune ou Pierrot malheureux
Au clair de la Lune ou Pierrot malheureux, venut als Estats Units com a A Moonlight Serenade, or the Miser Punished i al Regne Unit com a Pierrot and the Moon, és un curtmetratge mut francès del 1904 dirigit per Georges Méliès. Va ser venut per la Star Film Company de Méliès i està numerat el 538–539 als catàlegs.

## Sinopsi
Un Pierrot toca un instrument davant d'un edifici, d'on surt un senyor, molest per aquests sorolls i l'amenaça. Aleshores Pierrot comença a desgastar-se. De sobte, comença a créixer la Lluna, sobre la mitja lluna de la qual està estirada una dona. Pierrot la corteja i torna a tocar el seu instrument. L'home enfadat llavors torna, però aquesta vegada amb els seus sequaços intentant atrapar-lo. La dama de la Lluna de seguida fa desaparèixer aquests acòlits i Pierrot puja a la mitja lluna, després canvia l'aspecte del cavaller en un personatge brut. La parella desapareix, un ull substitueix la Lluna i després res. Durant aquest temps, el senyor no és reconegut pels seus criats, que el colpegen. La Lluna torna, en forma de cara, i riu burleta.

## Producció
Méliès interpreta l'avar a la seva pel·lícula, una de les seves en què la Lluna té un paper important. Com en els seus La Lune à un mètre (1898), Le Voyage dans la Lune (1902), i Le Rêve d'un fumeur d'opium (1908), la Lluna apareix en dues personificacions: la cara de pallasso de la cara de la Lluna, i la clàssica deessa de la Lluna Phoebe, en aquest ordre.
El personatge de Pierrot havia aparegut anteriorment a Dislocation mystérieuse de Méliès (1901), on va ser interpretat per André Deed. El Pierrot a Au clair de la Lune té el mateix vestit i aparença que la versió de Deed, tot i que l'actor no està identificat. Els efectes especials de la pel·lícula es van crear amb maquinària escènica (incloent un paisatge que roda horitzontalment), un primer pla extrem, escamoteigs, exposició múltiple i fosa.